# Scarus tricolor
Poisson-perroquet tricolore
Espèce
Statut de conservation UICN

 LC  : Préoccupation mineure
Scarus tricolor est une espèce de poissons-perroquets tropicaux, de la famille des Scaridae. On l'appelle souvent « Poisson-perroquet tricolore » en français.

## Description et caractéristiques
La phase initiale est très foncée, avec l’œil et la nageoire anale jaune orangé, et une caudale rouge.
La phase terminale (mâle) est bleu-vert clair, avec les écailles bordées verticalement de rose. Les nageoires dorsale et anale sont roses bordées de bleu, et l’œil et la bouche sont soulignés et surlignés de bandes bleues. La queue est décorée d'une fourche orange.
La taille maximale atteint 40 cm.

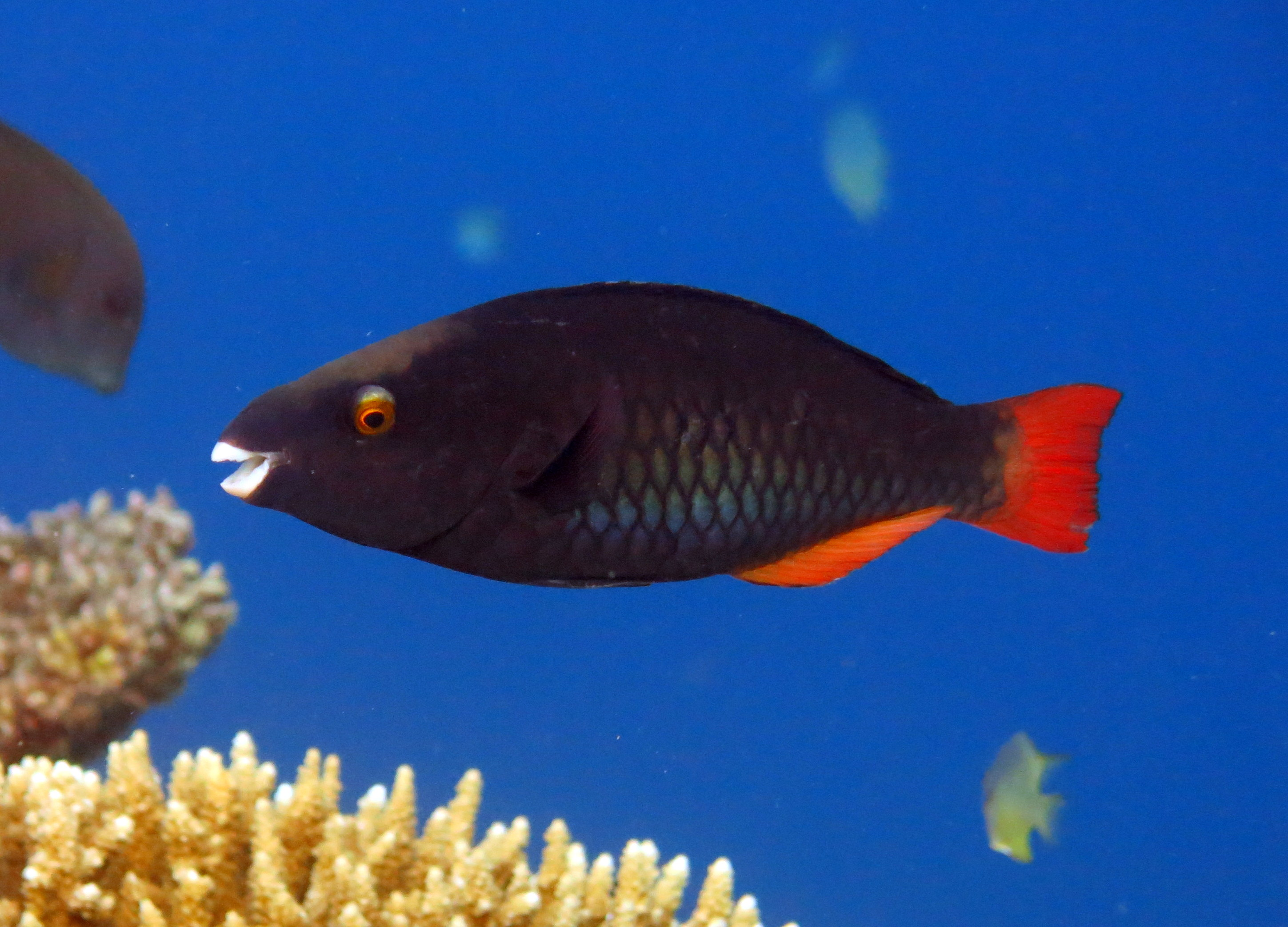
Phase initiale (femelle)
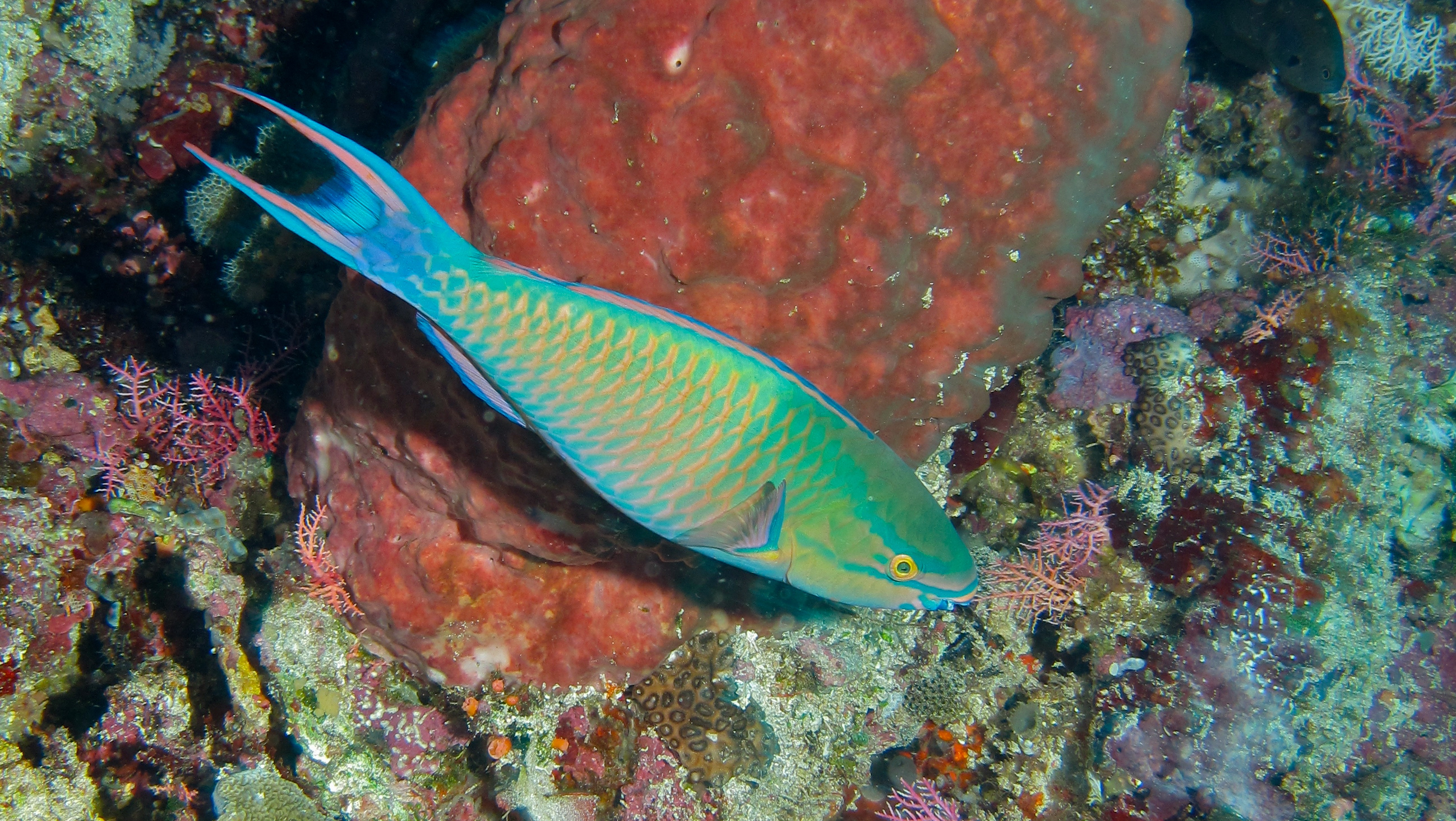
Phase terminale (mâle)

## Habitat et répartition
Cette espèce se rencontre dans l'Indo-Pacifique tropical.